# السيف (دبي)
السيف أو خور السيف هو مشروع سياحي يقع ضمن خور دبي في حي الفهيدي في دبي بالإمارات العربية المتحدة.
يمتد مشروع السيف على مسافة 1.8 كلم من شاطئ خور دبي، ويشغل مساحة تبلغ 2.5 مليون قدم مربع. أُنشأ المشروع من قبل شركة مِراس العقارية التي تتخذ من دبي مقراً لها وافتتح في عام 2017.

## تصميمه
يتكون المشروع من قسمين أساسيين، قسم تراثي يعكس النمط المعماري القديم، إلى جانب قسم معاصر يضم مبان جديدة وعصرية، ويضم كلا القسمين خيارات متنوعة من المطاعم والمقاهي والمحلات التجارية حيث يضم المشروع 500 متجر ومطعم و3 فنادق مقسمة بين فندق تراثي يضم 200 غرفة وفندق عصري وحديث يضم قرابة 150 غرفة، وفندق آخر عصري وحديث فاخر يضم 200 غرفة، بالإضافة إلى توفر خدمات التاكسي المائية والسفن الشراعية واليخوت البحرية الخاصة.
يحتوي المشروع على مرسى السيف الذي يتكون من منطقة تراثية تضم أسواق صغيرة تحاكي نمط الأسواق القديمة في إمارة دبي، وتنتشر المتاجر في سوق سيف دبي بجانب بعضها البعض على امتداد شارع السيف دبي. يعرف سوق السيف التراثي بتنوع السلع فيه لتشمل الأقمشة، والحرف، والأشغال يدوية، والتوابل والعطور وغيرها الكثير من المعروضات الخاصة بالبيع، بالإضافة الى وفرة العديد من المطاعم والمقاهي العربية وأخرى شعبية من كافة البلدان.

## ممشى السيف
يمثل الممشى أحد أهم معالم المشروع ويعتمد ممشى السيف في دبي بشكل كبير على عناصر الحياة المعاصرة مثل برواز دبي، ولكن بنفس القدر، يعكس و يشيد بالمدينة التي كانت في السابق. في أوائل القرن العشرين، تركزت الحياة في دبي حول الخور، و الذي لا يزال يفصل بين المنطقتين الرئيسيتين في دبي – ديرة وبور دبي – و كان المركز التجاري الرئيسي للإمارة.

## معرض صور
|  |  |  |
|  |  |  |
|  |  |  |